# Catedral de Viterbo
A Catedral de Viterbo, é uma catedral da Igreja Católica na cidade de Viterbo, na região do Lácio (na Itália Central).
Nela se encontra o trono do Bispo de Viterbo; é dedicada a S. Lourenço.
É também nesta catedral que se encontra o túmulo de Pedro Hispano, Papa português João XXI - 1276 a 1277.